# Chantiers et Ateliers de Provence
Les Chantiers et ateliers de Provence sont un ancien chantier naval fondé à Port-de-Bouc en 1899 par Alfred Fraissinet et Jules Charles-Roux. Ils construisent quasiment 200 navires avant de déposer le bilan en 1966.

## Histoire
En 1899, Alfred Fraissinet, directeur de la Compagnie française de navigation et Jules Charles-Roux, membre du conseil d'administration de la Compagnie des docks et entrepôts de Marseille, réunissent les capitaux nécessaires à la fondation d'un chantier naval grâce à leurs liens avec les armateurs et banquiers de la région tels Nicolas Paquet ou Paul-Cyprien Fabre, fils de Cyprien Fabre. 
Afin de mener à bien ce projet, ils font appel à Jean Laporte, qui a fait en dernier lieu ses preuves au Grand-Quevilly aux chantiers de Normandie.
L'initiative est soutenue par la municipalité de Port-de-Bouc, ces ateliers permettant de créer de nombreux emplois et de développer la bourgade de 1 400 habitants. De nombreux travailleurs étrangers affluent ainsi, doublant la population en quelques années.
Les chantiers sont constitués de deux parties distinctes : une unité dans le quartier de la Madrague à Marseille qui fabrique des chaudières et des moteurs de bateaux, et un chantier naval à proprement parler situé à Port-de-Bouc, constitué principalement de six cales de 125 à 150 mètres. C'est ainsi que le Marc Fraissinet, premier paquebot de la compagnie, est lancé le 26 août 1901
Dans les années 1950, c'est la crise dans la construction navale. La loi du 24 mai 1951 force les chantiers navals français à réduire leur production. En décembre 1959, le livre blanc revoit à la baisse les aides de l'État et, le 19 mars 1964, l'entreprise annonce la vacuité de son carnet de commandes, prévoyant ainsi de nombreux licenciements. Durant les deux années qui suivent, 900 travailleurs sont licenciés, malgré les grèves et les mouvements sociaux. En février 1966, le dernier navire est lancé, le Provence. Le mois suivant, le navire est remorqué vers le chantier naval de La Ciotat où il sera fini et armé et devient le ferry Comté de Nice. Cet épisode marque la fin des chantiers et ateliers de Provence,.

## Constructions
De 1901 à 1966, les Chantiers et Ateliers de Provence ont construit plus de 150 navires de commerce et 17 navires de guerre, principalement des avisos coloniaux, soit 10 % de la production nationale.